# Große Lüge Lylah Clare
Große Lüge Lylah Clare ist ein US-amerikanisches Filmdrama aus dem Jahr 1968, in dem Regisseur Robert Aldrich eine gnadenlose Abrechnung mit dem Studiosystem der Traumfabrik Hollywoods vornimmt.

## Handlung
Hollywood, Ende der 1960er Jahre: Elsa Brinkman träumt davon, Schauspielerin zu werden. Ihr großes Idol, der Hollywood-Star Lylah Clare, verstarb vor zwanzig Jahren unter mysteriösen Umständen. Durch ihre große Ähnlichkeit mit der Verstorbenen wird sie dafür ausgesucht in einem biographischen Film die Hauptrolle zu spielen. Der Regisseur ist Lewis Zarkan, ein tyrannischer und gnadenloser Perfektionist und früherer Ehemann von Lylah Clare. Elsa entdeckt in der Hollywood-Filmindustrie viele exzentrische Personen wie kränkliche Produzenten, lesbische Schauspiellehrerinnen und bösartige Kolumnisten. Während der Dreharbeiten an dem Film wird die Persönlichkeit Elsa Brinkmans immer mehr von der Rolle, die sie zu spielen hat, aufgesogen. Schließlich kommt es in ihrem wirklichen Leben zu jenem seelischen Zusammenbruch, den sie im Film darzustellen hat.

## Hintergrund
Der Film war der letzte Film, in dem Kim Novak als Hauptdarstellerin auftrat.
Ursprünglich wollte Robert Aldrich für die Hauptrolle Jeanne Moreau oder María Félix verpflichten, als diese nicht verfügbar waren, ging die Hauptrolle an Kim Novak. Aldrich beendete mit diesem Film seine Trilogie um die Welt des Kinos, darunter Hollywood-Story (The Big Knife, 1955) und Was geschah wirklich mit Baby Jane? (1962).
Der Film war ein großer kommerzieller Misserfolg.
Für die Figur des Regisseurs Lewis Zarkan stand Josef von Sternberg Pate.

## Kritik
„Der menschenfressende Apparat von Hollywood, das will Aldrich beweisen, funktioniert auch heute wie zu Zeiten der Lylah Clare. Doch sein Hollywood-Film ist zur Kritik nicht berufen: Getäfelte Interieurs, gleißende Reben und melodramatische Gefühlssequenzen sind stärker als die satirischen Episoden. Auch Aldrich ist ein Knecht des Stärkeren – des attackierten Apparats.“

„Eine bittere Kritik an den Hintergründen des Filmgeschäfts, doch der Film krankt daran, daß er die Hollywood-Klischees, die er angreift, zugleich in Anspruch nimmt. Daher bleibt die böse Attacke oberflächlich.“

„Das psychologische Drama Künstlertum-Privatleben gewinnt keine Konturen und keine Überzeugungskraft. Eventuell ab 18.“